# Купін Віктор Михайлович
Шаблон:Стаття у процесі написання
Купін Віктор Михайлович (10 червня 1947, Вільхуватка, Великобурлуцький район, Харківська область — 30 квітня 2025, Великий Бурлук) — український інженер електрозв'язку, громадсько-політичний діяч. Багаторічний голова Великобурлуцької районної ради, Почесний громадянин Великобурлуцького району Харківської області, депутат Харківської обласної ради кількох скликань. Нагороджений Почесною грамотою Верховної Ради України.

## Біографія
Народився в родині службовця. Батько — Купін Михайло Семенович (1920—1982), учасник Другої світової війни, військовий моряк. Мати — Купіна (Карпінська) Агрепіна Іванівна (1924—1948), померла, коли Віктору не виповнився й одного року. Виховувався бабусею та дідусем.
У 1954 році вступив до Вільхуватської середньої школи, яку закінчив у 1965 році. Того ж року вступив до Харківського училища зв'язку № 2. Трудову діяльність розпочав у квітні 1964 станційним монтером 3-го розряду Великобурлуцького вузла зв'язку Харківської області.
У 1967—1968 роках проходив строкову службу у військах зв'язку. 
Після демобілізації повернувся на роботу у Великобурлуцький вузол зв'язку. У 1972 році призначений інженером сільського телефонного зв'язку. 
У 1975—1980 роках навчався заочно в Одеському електротехнічному інституті зв'язку, інженер електрозв'язку.
З квітня 1985 року працював начальником цеху № 66 філії виробничого об'єднання «Комунар».
З 1991 року працював у системі місцевого самоврядування. 2 вересня 1991 року обраний заступником голови Великобурлуцької районної ради. У 1992, 1998 та 2002 роках обирався її головою. Також був депутатом Харківської обласної ради.
У 1998 році завершив навчання в Українській Академії державного управління при Президентові України[джерело не вказане 35 днів]

## Громадська та представницька діяльність
У 1990-х—2000-х роках Віктор Купін обіймав посаду голови Великобурлуцької районної ради Харківської області. Його діяльність у цей період припала на етап реформування системи місцевого самоврядування після проголошення незалежності України.
Згідно з матеріалами регіональної преси початку 2000-х років, Віктор Купін публічно висловлювався на підтримку розширення повноважень органів місцевого самоврядування, обґрунтовуючи необхідність децентралізації управління як чинника підвищення ефективності місцевої політики.

## Відзнаки
- Почесна грамота Верховної Ради України (Розпорядження Голови ВР України № 1673 від 16 грудня 2005 року) — за вагомий особистий внесок у сприяння розвитку та зміцнення місцевого самоврядування, багаторічну сумлінну працю, високий професіоналізм, активну життєву позицію.
- Почесні грамоти Харківської обласної ради та Харківська обласна державна адміністрація[джерело не вказане 35 днів]
- Звання Почесний громадянин Великобурлуцького району (Рішення LІІ сесії Великобурлуцької районної ради V скликання № 517-V від 14 жовтня 2010 року)

## Родина
Одружився 11 січня 1970 року з Лідією Іванівною Гасан (у шлюбі — Купіна; нар. 1949), яка працювала електромеханіком зв'язку[джерело не вказане 35 днів]

## Пам'ять
Його життєве кредо: «Менше слів — більше діла».